# Броды (Борисовский район)
Бро́ды — деревня в Борисовском районе Минской области Белоруссии. Входит в состав Мстижского сельсовета.

## Географическое положение
Деревня Броды располагается в 69 км к юго-западу от города Борисов, на равнинной территории. Восточнее деревни протекает река Березина, западнее — её приток Можница. Населённый пункт граничит с территорией Березинского биосферного заповедника.

## История
Первые упоминания о деревне относятся к концу XVIII века. В 1800 году деревня входила в состав Борисовского уезда Минской губернии и насчитывала 11 дворов и 61 жителя. В первой половине XIX века — помещичье владение. В 1884 году была открыта церковно-приходская школа, в которой к 1890 году учились 18 мальчиков; в 1912 году школа была преобразована в одноклассное народное училище. По данным 1897 года, деревня входила в состав Мстижской волости, в ней насчитывался 291 житель в 43 двора и действовала часовня.
В ходе Первой мировой войны Броды были оккупированы войсками кайзеровской Германии с февраля по октябрь 1918 года, во время советско-польской войны — польскими войсками с августа 1919 по июль 1920 годов.
20 августа 1924 года деревня была включена в состав Недальского сельсовета Бегомльского района Борисовского округа БССР (с 9 июня 1927 по 26 июля 1930 годов — Минского округа, с 26 июля 1930 по 21 июня 1935 годов — в прямом подчинении БССР, с 21 июня 1935 по 20 января 1938 года — Лепельского округа, с 20 января 1938 года — Минской области).
В годы Великой Отечественной войны с начала июля 1941 по 30 июня 1944 года Броды были оккупированы немецко-фашистскими захватчиками. Во время оккупации в деревне действовали партизаны Борисовско-Бегомльской партизанской зоны. В апреле 1942 года под Броды была заброшена советская диверсионная группа Станислава Ваупшасова, действовавшего под псевдонимом «Майор Градов».
В 1950-е годы в деревне действовал лесосплавной пункт.
С 20 января 1960 года населённый пункт входит в Мстижский сельсовет Борисовского района.

## Население
- 1800 год: 61 житель, 11 дворов.
- 1897 год: 291 житель, 43 двора.
- 1917 год: 392 жителя, 59 дворов.
- 1924 год: 299 жителей, 58 дворов.
- 1960 год: 372 жителя.
- 1988 год: 112 жителей, 51 двор.
- 2008 год: 58 жителей, 28 дворов[1].
- 2009 год: 56 жителей.

| Динамика численности населения | Динамика численности населения | Динамика численности населения | Динамика численности населения | Динамика численности населения | Динамика численности населения | Динамика численности населения | Динамика численности населения |
| 1800                           | 1897                           | 1917                           | 1924                           | 1960                           | 1988                           | 2008                           | 2009                           |
| ------------------------------ | ------------------------------ | ------------------------------ | ------------------------------ | ------------------------------ | ------------------------------ | ------------------------------ | ------------------------------ |
| 61                             | ↗291                           | ↗392                           | ↘299                           | ↗372                           | ↘112                           | ↘58                            | ↘56                            |

## Проблемы
В середине 2010-х годов для жителей Бродов был введён запрет на посещение берега Березины и близлежащего леса. Это вызвало массовое недовольство местного населения.